# Žižkovský vysílač

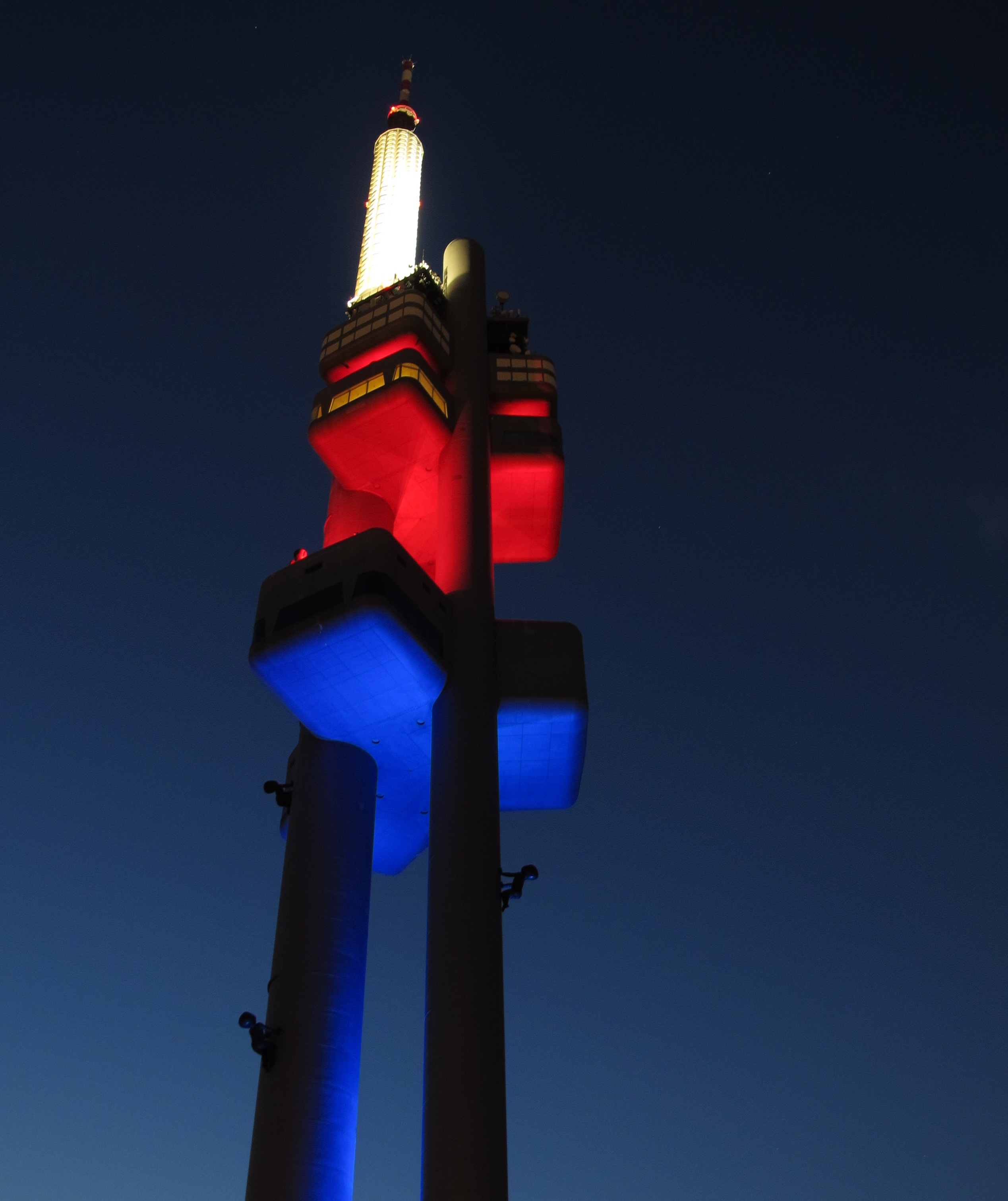
Trikolóra na Žižkovské věži v noci

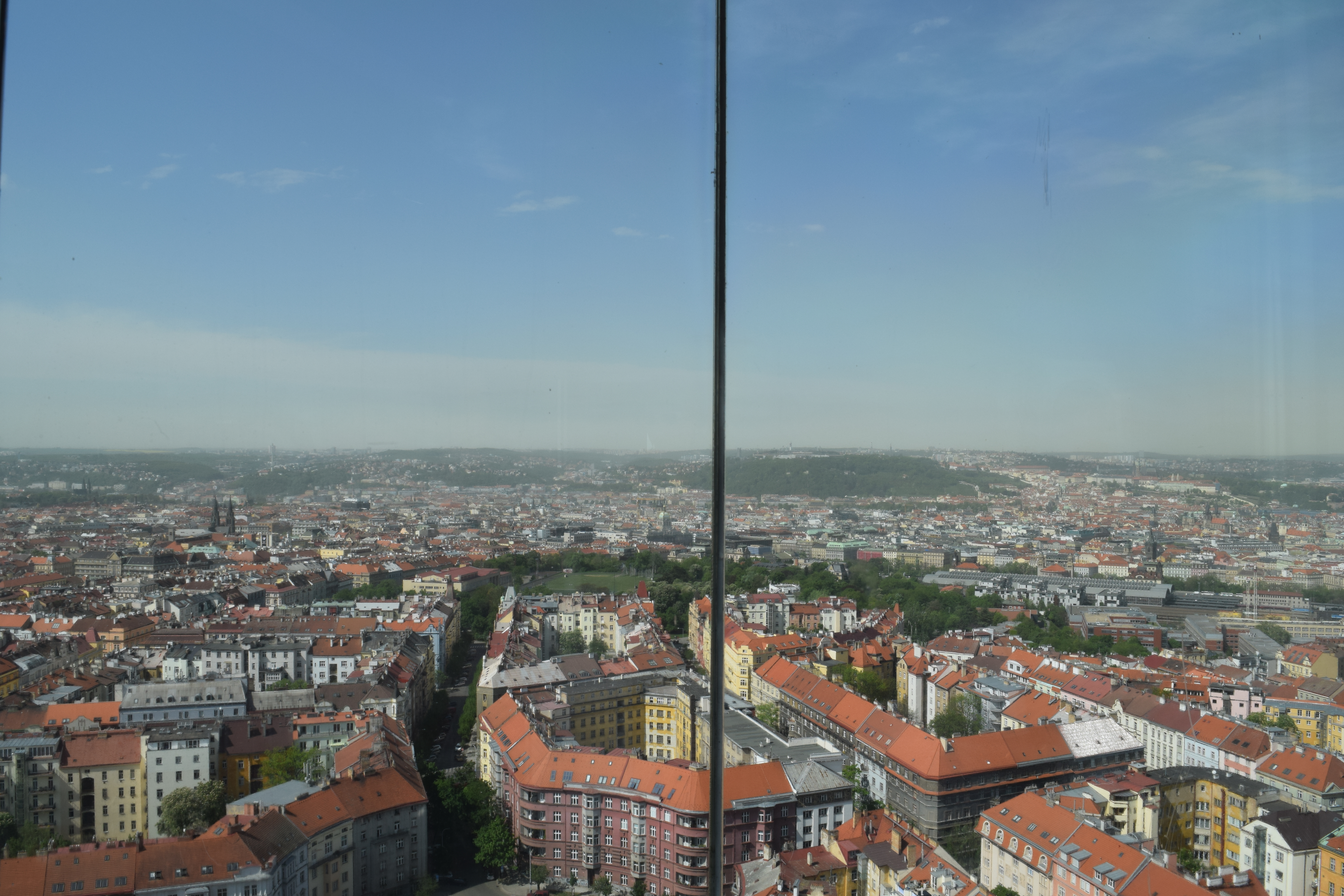
Fotografie Prahy z posledního patra věže

Žižkovský vysílač (též Žižkovská televizní věž, Žižkovská věž; v některých kontextech též zkratka TVPM) je jednou z pražských dominant a současně nejvyšší stavbou (216 m) ve městě, obsahuje tedy i nejvyšší stabilní bod ve městě – kótu 474 m n. m. Leží na rozhraní Žižkova a Vinohrad, v oblasti Mahlerových sadů. Byla postavena v letech 1985 až 1992 Inženýrskými a průmyslovými stavbami Ostrava podle návrhu architekta Václava Aulického, statika Jiřího Kozáka a Alexe Béma.
Majitelem věže a provozovatelem vysílací části je společnost České Radiokomunikace.

## Technický popis
Samotné technické řešení přineslo několik novinek a dokonce i patentů.
Základová železobetonová deska, o průměru 30 m a tloušťce 4 m, se nalézá v hloubce 15 m pod původním povrchem. Svislá konstrukce se skládá ze tří válcových ocelových tubusů, tvořených soustřednými ocelovými rourami, jejichž meziprostor tloušťky 25 až 30 cm je vylit betonem.. Dva vedlejší tubusy (jeden s nouzovým schodištěm, druhý se služebním výtahem) mají průměr 4,8 m a dosahují společně výšky 134 metrů. Hlavní tubus (se dvěma rychlovýtahy) má průměr 6,4 m a přechází do anténního nástavce sahajícího do výšky 216 metrů, ve kterém je zavěšen kyvadlový tlumič kmitů o hmotnosti 900 kg – díky němu činí maximální rozkmit špičky vysílače ve větru pouze 20 cm (netlumený výkyv by teoreticky činil až 120 cm).
Na tyto svislé tubusy jsou pak zavěšeny tři kabiny s trojramenným půdorysem: ve výšce 66 metrů se nachází panoramatická restaurace „Oblaca“ (s barem a bistrem), ve výšce 93 metrů vyhlídková kabina s dohledností až 100 km a nejvýše je umístěna (veřejnosti běžně nepřístupná) dvouposchoďová kabina s vysílací technikou, na kterou navazují tři otevřené plošiny (nejvyšší ve 120 metrech) s přijímacími i vysílacími anténami. Při rekonstrukci v letech 2011–2012 vzniklo přímo nad restaurací luxusní hotelové apartmá. Vyhlídková kabina i restaurace byly dimenzovány na 40–50 osob, což odpovídalo běžné velikosti turistického autobusu – počítalo se totiž s využitím jako atrakce pro zahraniční turisty. Další zajímavostí je tepelný komfort kabin, které byly zkonstruovány jako víceplášťové, chlazené pomocí komínového efektu a vytápěné odpadním teplem z vysílací techniky – zhruba do teploty -5 °C tak není potřeba žádný dodatečný zdroj vytápění. K zaobleným tvarům kabin, bez jakýchkoliv přechodových hran a rohových spojů, architekta Aulického inspirovala návštěva kotlárny Vítkovických železáren, kde podobné tvary běžně kovali z ocelových plátů.
Z anténního nástavce vysílají v digitálních multiplexech televizní a rozhlasové stanice. Analogové televizní vysílání bylo definitivně ukončeno 30. dubna 2009, analogově v pásmu VKV odtud vysílá šest rozhlasových stanic. Dále jsou zde vysílače mobilních operátorů a také se zde měří kvalita ovzduší v Praze.

## Historie

### Plány

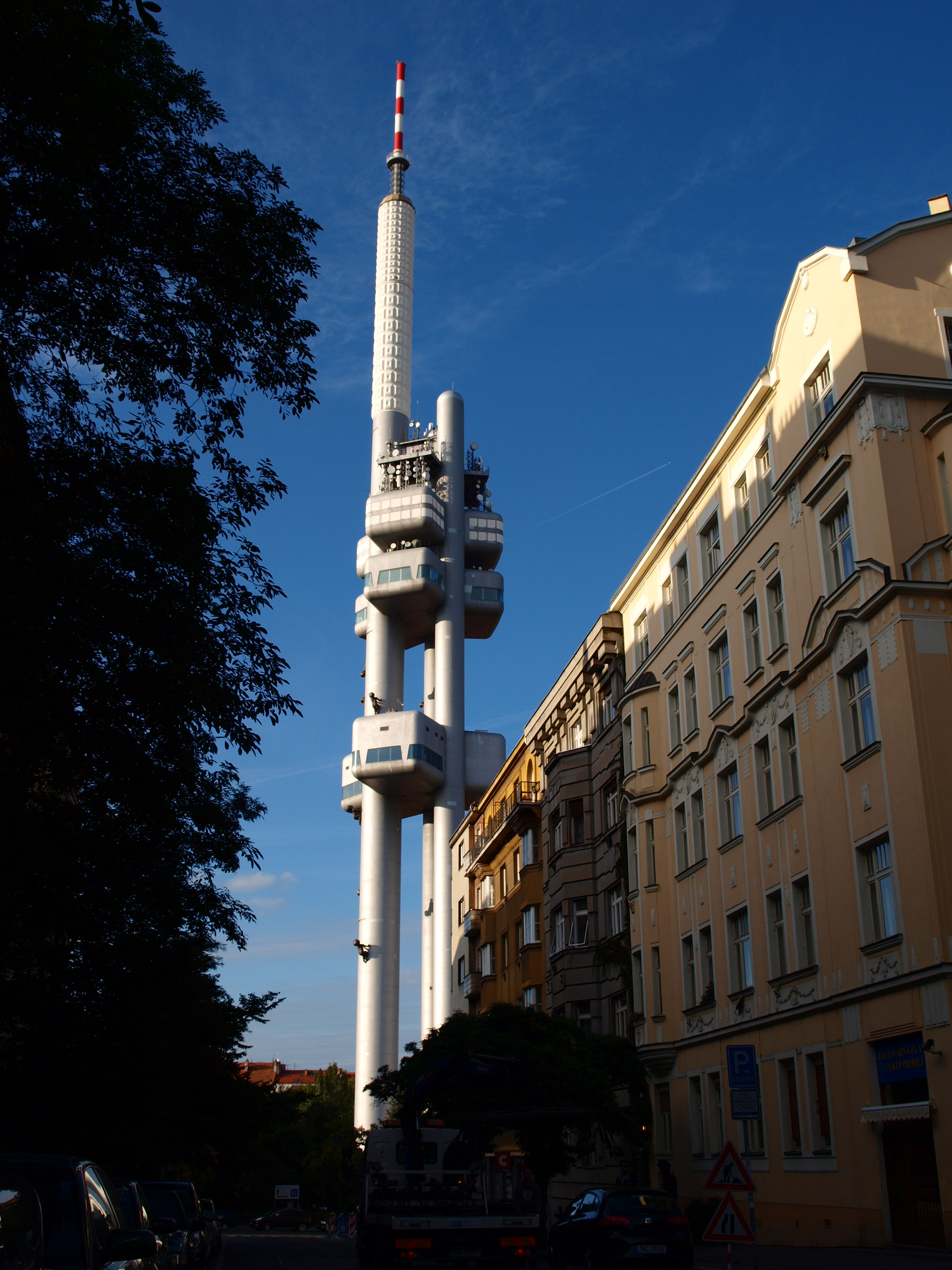
Vysílač v žižkovské zástavbě

Od roku 1974 se datovala potřeba výkonného vysílače rozhlasového a televizního signálu pro obyvatele Prahy. Osazení vysílače do Petřínské rozhledny bylo nutno chápat jako provizorium a tak tehdejší Ministerstvo spojů už od roku 1975 prosazovalo návrh Hutních montáží Ostrava na stavbu 160 m vysokého ocelového stožáru – také na Petříně, aby podnik Kovoslužba nebyl nucen přesměrovávat antény desetitisícům domácností. Tomuto nápadu se však silně a účinně bránili památkáři, kteří roku 1983 definitivně uspěli a po delších debatách byla pro vysílač vybrána lokalita (tehdy zpustlých) Mahlerových sadů, Z technických důvodů by přitom bylo vhodnější vysílač umístit ještě o kilometr dál na Vrch svatého Kříže, kde by k dostatečnému pokrytí Prahy signálem stačila výška o téměř třicet metrů nižší.
Tehdy bylo vypočteno, že pro dokonalé pokrytí Prahy signálem ze Žižkova musí být anténa nejméně ve výšce 200 m nad terénem. Architekt Václav Aulický vypracoval zhruba dvacet různých návrhů, např. štíhlý hyperboloid nebo „jehlu s jablkem“. Přes tlak radiokomunikací, které by se spokojily s obyčejným železobetonovým stožárem a kabinou, zvítězila světově unikátní futuristická varianta subtilní a přitom stabilní třísloupové konstrukce, která připomíná startující raketu. Václav Aulický a konstruktér Juraj Kozák tehdy úspěšně argumentovali tím, že jednostožárový železobetonový vysílač by byl příliš masivní a v pražském ovzduší, tehdy plném exhalací z průmyslu i lokálních topenišť, by materiál velmi rychle degradoval. Třísloupová ocelobetonová konstrukce tak znamená mnohem menší zásah do pražského panoramatu, má vyšší aerodynamickou stabilitu a její technické provedení, s ochrannými laminátovými vrstvami, přinese i vyšší užitnou hodnotu a trvanlivost, tři tubusy navíc obsahují tři samostatné chráněné únikové cesty pro případ požáru.
Podobu a umístění vysílače definitivně schválila federální vláda ČSSR svým usnesením č. 71/1983, které předpokládalo investiční náklady 250 milionů Kčs a uvedení do provozu k 1. lednu 1991.

### Výstavba
Investorem vysílače byla Správa radiokomunikací Praha. Základní kámen vysílače byl položen v říjnu 1985. Výstavba probíhala poměrně rychle, přestože ji doprovázely mnohé spory a negativní hodnocení: například situování stavby na místě bývalého židovského hřbitova si vynutilo dohled představitelů Židovské obce při výkopových pracích a nalezené ostatky byly posléze pohřbívány na Novém židovském hřbitově na Olšanech, což ovšem nebylo ze strany stavitele dodržováno a došlo tak k definitivnímu zničení cenných hrobů a náhrobků bez jakékoliv možnosti dokumentace Památkovým ústavem či Židovským muzeem.
20. prosince 1988 byla dokončena hrubá stavba hlavní konstrukce, a to dosažením kóty 193 m nad terénem. Výstavba tak byla v předstihu oproti harmonogramu a na jaře 1989 bylo oznámeno půlroční zkrácení původně uváděného termínu uvedení do provozu. Zároveň ale vyvstal problém s budoucím příjmem: komunální podnik Kovoslužba Praha oznámil, že úpravy rozvodů společných televizních antén a jejich přesměrování z Petřína na Žižkov budou stát odhadem 77 milionů Kčs a požadoval jejich uhrazení po Správě radiokomunikací coby investorovi. Správa to pochopitelně odmítla, neboť byla zodpovědná za vysílání, nikoliv za příjem. Další návrh Kovoslužby, aby byla akce zaplacena z Fondu údržby OPBH a bytových družstev, zamítl Národní výbor hlavního města Prahy. Nakonec tuto akci pro občany Prahy zaplatilo federální ministerstvo financí.
Kabiny a plošiny byly montovány přímo na zemi a poté jeřábem vytaženy na místo určení.
Společenské změny konce roku 1989 přinesly vlnu občanských protestů proti této stavbě a zastavení prací. Zněly i nekompromisní hlasy požadující zbourání vysílače, projednávala se také hrozba elektromagnetického zatížení okolí, tu však zvláštní komise vyvrátila, protože výkon vysílače byl hluboko pod přísnými hygienickými limity. Až v průběhu roku 1990 se práce znovu rozeběhly, začala být osazována a oživována vysílací technika a v březnu 1991, tedy s více než dvouměsíčním zpožděním oproti původnímu plánu, započal zkušební vysílací provoz, od 3. května 1991 (38 let a 2 dny po oficiálním zahájení TV vysílání v Československu) přešel do standardního režimu a 17. února 1992 byl vysílač, resp. jeho restaurační a vyhlídková část, oficiálně otevřen pro veřejnost.

### Miminka
Dne 29. května 2000 bylo na pilíře umístěno dílo Davida Černého zvané „Miminka“, v počtu 10 obřích laminátových postaviček, znázorňující batolata lezoucí nahoru a dolů. Tehdy se počítalo s tím, že budou na své místě pouze rok, a proto byla instalována pouze pomocí opásání přes tubus. Protože se dílo setkalo s pozitivním ohlasem veřejnosti, bylo v roce 2001 nainstalováno natrvalo s upevněním pomocí nastřelených hřebů. Dne 2. října 2017 byla miminka sundána kvůli údržbě a obnově, která měla trvat do jara 2018 – při renovaci se však ukázalo, že figury jsou neopravitelné, proto byla vyrobena miminka zcela nová a na věž byla osazena koncem března 2019.
Architekt žižkovské věže Václav Aulický se nechal slyšet, že miminka instalovaná na vysílači se mu líbí – dobře podle něj zapadají do celkové hi-tech vizáže celé budovy.
Není to jediný umělecký počin, který věž vyprovokovala: režisér Jan Němec ve vysílači natočil některé scény filmu V žáru královské lásky. Zpěvačka Monika Načeva na anténní plošině vysílače natočila některé scény k videoklipu Měsíc.

### Nasvícení
Od 22. května 2006, u příležitosti 125. výročí povýšení Žižkova na město a 15. výročí zprovoznění vysílače, je vysílač každý den různobarevně nasvícen ve spodních částech plošin, a to zpravidla v barvách státní trikolóry (které v době instalace byly zároveň i firemními barvami Českých Radiokomunikací coby provozovatele a majitele věže).

### Výměna antény
V říjnu 2008 při zavádění digitálního televizního vysílání vyměnil vrtulník anténu televizního vysílače.  Od té doby je vysílač bez horní kónické části laminátové skořepiny, která chrání anténní systémy před námrazou.

### Rekonstrukce
V letech 2011 až 2012 prošla Žižkovská věž velkou rekonstrukcí. V roce 2010 si objekt pronajala společnost Oreathea, která se rozhodla přestavět interiéry. Na jaře 2011 začala rekonstrukce, byly odstraněny zbytečné místnosti. Došlo k modernizaci všech vnitřních prostor, především restaurace a vyhlídky. Uvnitř věže vznikl luxusní hotel s jedním pokojem a dvěma lůžky. Po rekonstrukci věže došlo také k revitalizaci jejího okolí, například přilehlého parku.

## Ohlas

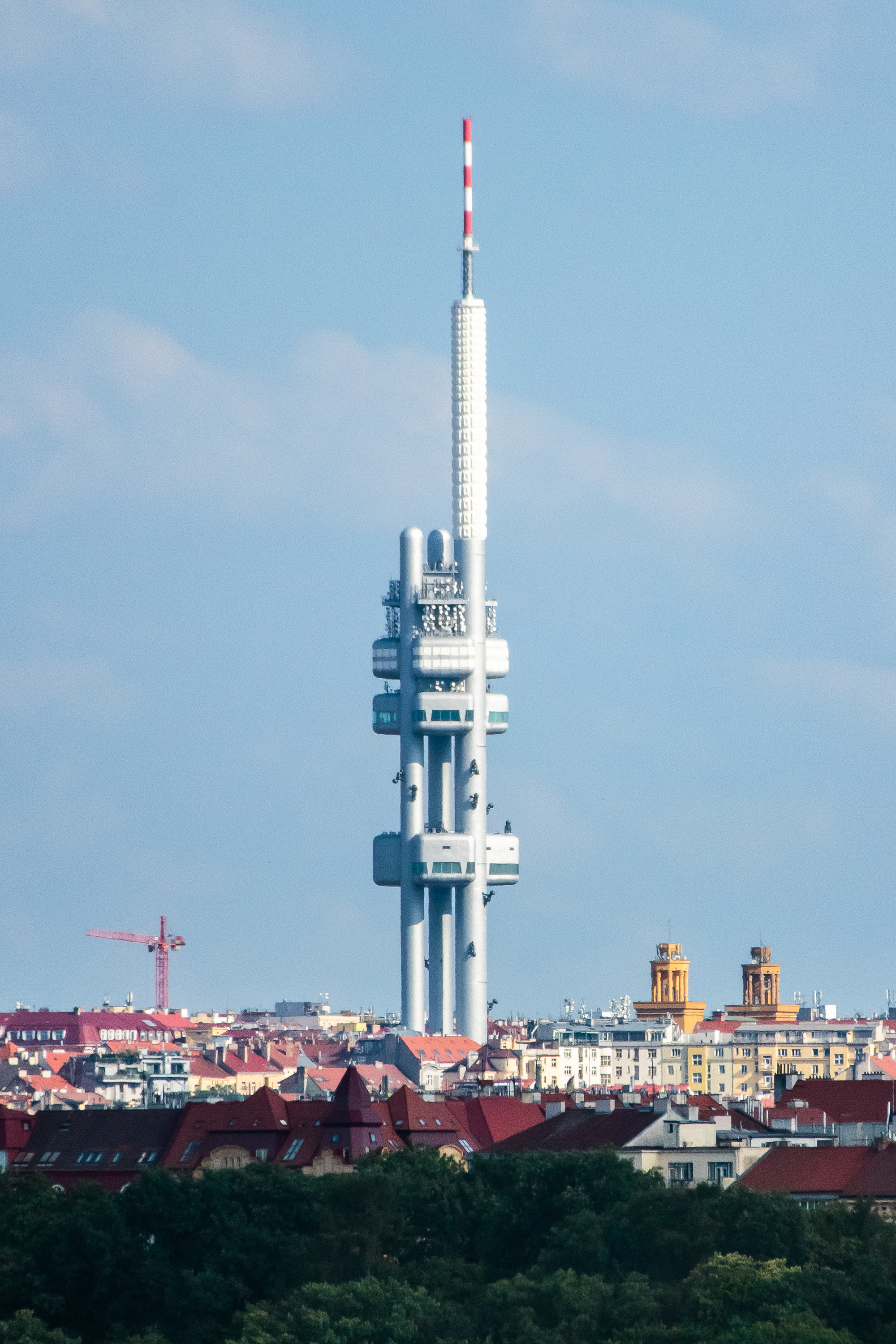
Žižkovský vysílač, pohled z pražské Zoo

Stavba je kontroverzní, neboť kvůli ní byl zničen Starý olšanský židovský hřbitov, na jehož místě stojí.
Tím, že byl vysílač stavěn na konci éry reálného socialismu, vysloužil si mezi veřejností nejméně dvě posměšné přezdívky narážející na představitele strany a vlády: Jakešův prst se vztahoval na generálního tajemníka ÚV KSČ Miloše Jakeše, Biľakova jehla zase na člena předsednictva FS ČSSR Vasila Biľaka, původem vyučeného krejčího. Další přezdívky jako raketa a Bajkonur pak už jen odkazovaly na štíhlý vysoký tvar tubusů, připomínající kosmickou raketu před startem.
V revolučním období na přelomu 80. a 90. let přišel publicista Jaroslav Veis s populárním řešením dvou kontroverzních a vlekoucích se staveb socialismu, Strahovského tunelu a žižkovské televizní věže. Ve fejetonu pro obnovené Lidové noviny navrhl žižkovskou věž podříznout a poté její tubus strčit do tunelu. Po letech bylo autorství této myšlenky přisuzováno Ludvíku Vaculíkovi.
Podle ankety uspořádané australským serverem VirtualTourist.com je žižkovský vysílač druhou nejošklivější stavbou světa (hned po baltimorském divadlu) a batolata Davida Černého jsou v popisu výslovně zmíněna takto: Je už sama o sobě dost ošklivá, ale malé lezoucí děti od výtvarníka Davida Černého ji z hrůzného pohledu proměnily v něco, nad čím už opravdu nevěřícně kroutíte hlavou.
Sám Černý považuje vysílač za něco divného, protlačeného bolševikem, naopak Aulický tvrdí, že vysílač na Žižkově vznikl komunistům navzdory.
V posledních letech se pověst věže mezi Čechy zlepšila a lezoucí děti (spolu se sousoším Proudy od stejného autora) byly v roce 2007 deníkem The Guardian označeny mezi nejlepšími atrakcemi Prahy.

## Vysílané stanice

### Televize
Přehled televizních multiplexů vysílaných z Žižkovského vysílače:
|        | Multiplex         | Kanál | Kmitočet | Výkon (ERP) | Polarizace |
| ------ | ----------------- | ----- | -------- | ----------- | ---------- |
| DVB-T2 | Multiplex 21      | 26    | 514 MHz  | 32 kW       | vertikální |
| DVB-T2 | Multiplex 22      | 40    | 626 MHz  | 32 kW       | vertikální |
| DVB-T2 | Multiplex 23      | 23    | 490 MHz  | 32 kW       | vertikální |
| DVB-T2 | Regionální síť 4  | 46    | 674 MHz  | 10 kW       | vertikální |
| DVB-T  | Regionální síť 12 | 47    | 682 MHz  | 5 kW        | vertikální |

### Rozhlas
Přehled rozhlasových stanic vysílaných z Žižkovského vysílače:
|    | Stanice               | Kmitočet  | Výkon (ERP) | Polarizace   |
| -- | --------------------- | --------- | ----------- | ------------ |
| FM | ČRo Plus              | 92,6 MHz  | 5 kW        | horizontální |
| FM | Hitrádio City 93,7 FM | 93,7 MHz  | 5 kW        | horizontální |
| FM | ČRo Radiožurnál       | 94,6 MHz  | 5 kW        | horizontální |
| FM | Rádio Impuls          | 96,6 MHz  | 5 kW        | horizontální |
| FM | Frekvence 1           | 102,5 MHz | 5 kW        | horizontální |
| FM | ČRo Vltava            | 105 MHz   | 5 kW        | horizontální |

Ze Žižkova se vysílá i digitální rozhlas DAB+:
|      | Multiplex       | Kanál | Kmitočet    | Výkon (ERP) | Polarizace |
| ---- | --------------- | ----- | ----------- | ----------- | ---------- |
| DAB+ | ČRo DAB+        | 12C   | 227,360 MHz | 20 kW       | vertikální |
| DAB+ | ČRa DAB+ CZ     | 11D   | 222,064 MHz | 20 kW       | vertikální |
| DAB+ | ČRa DAB+ REGION | 6B    | 183,648 MHz | 0,8 kW      | vertikální |
| DAB+ | PLAY.CZ DAB+    | 8B    | 197,648 MHz | 20 kW       | vertikální |

Ve vyhlídkovém patře bylo od srpna 2015 do prosince 2018 umístěno televizní studio, ze kterého Česká televize vysílala přímým přenosem politický diskusní pořad Otázky Václava Moravce.

## Galerie

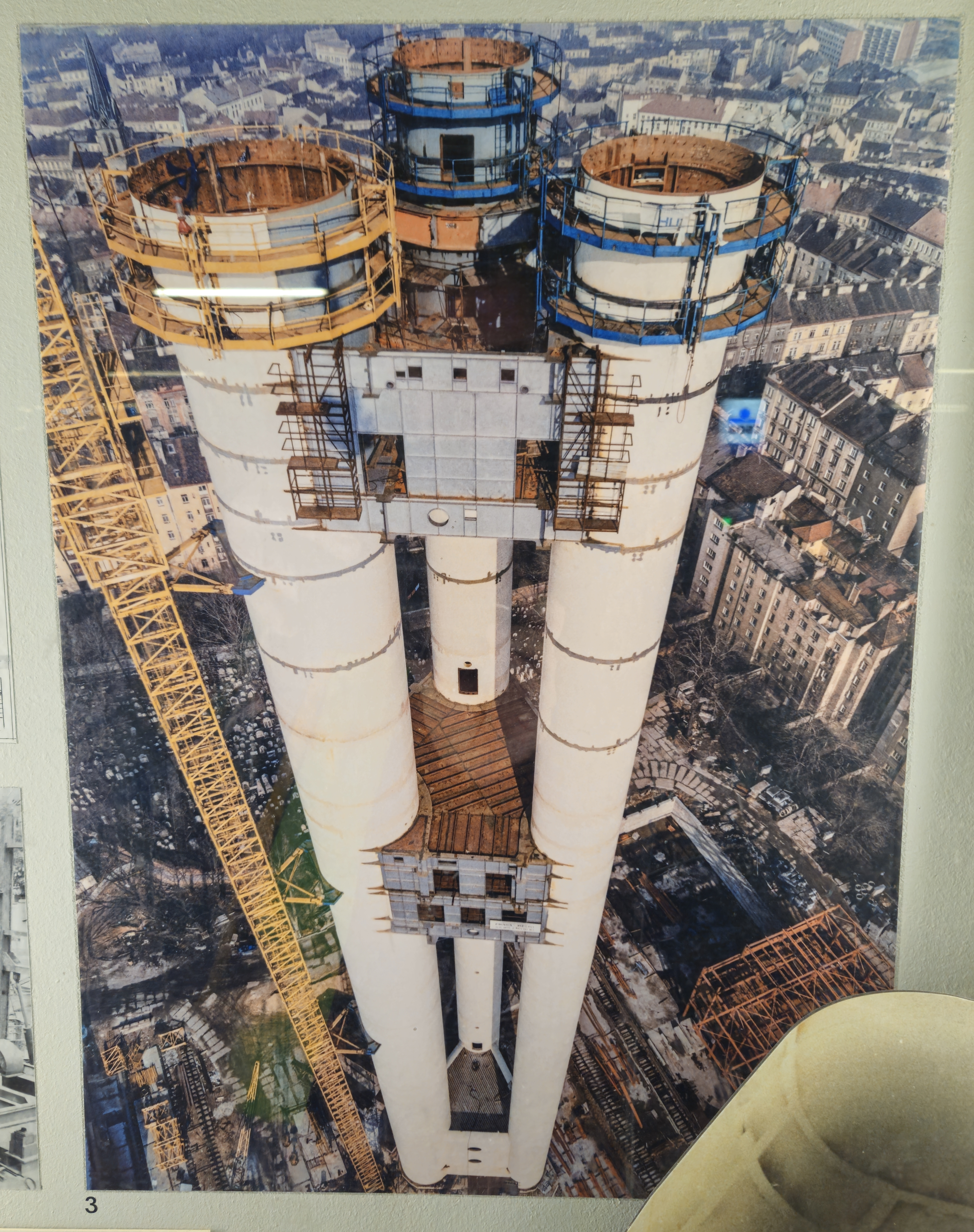
Fotografie pořízená během výstavby
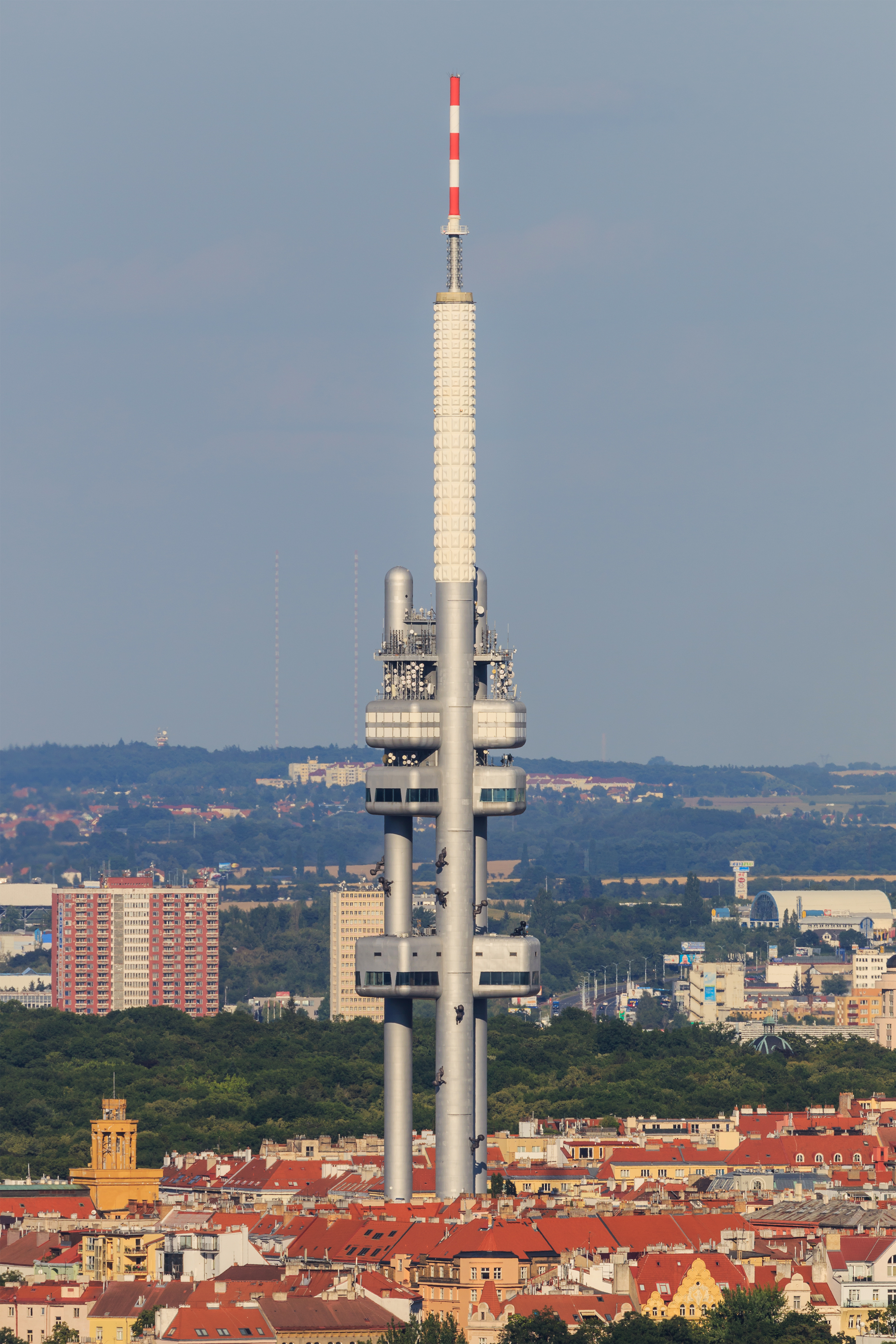
Žižkovský vysílač od západu z Petřínské rozhledny (v pozadí vysílač Liblice B)
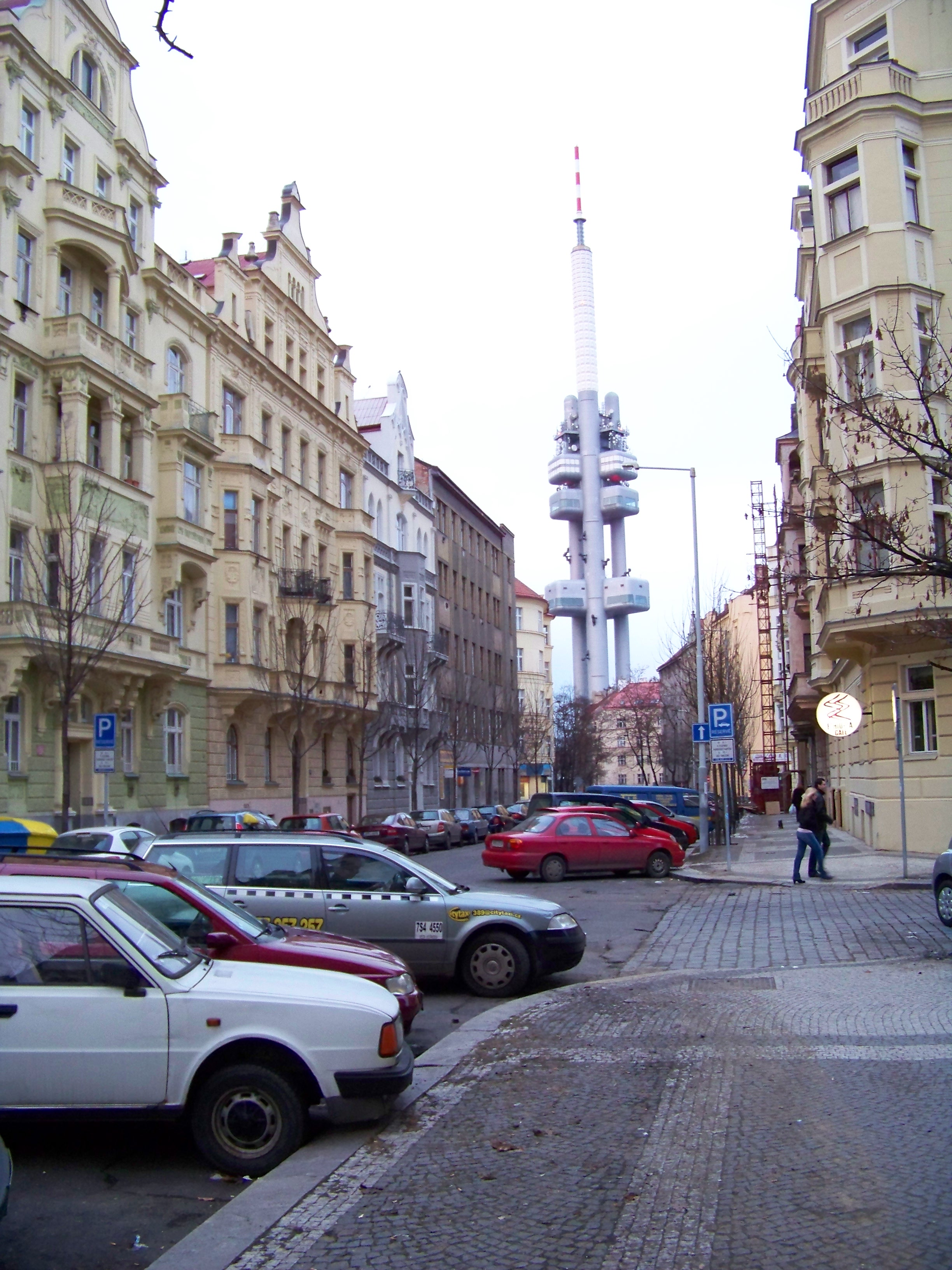
Pohled na vysílač od západu z ulic Žižkova
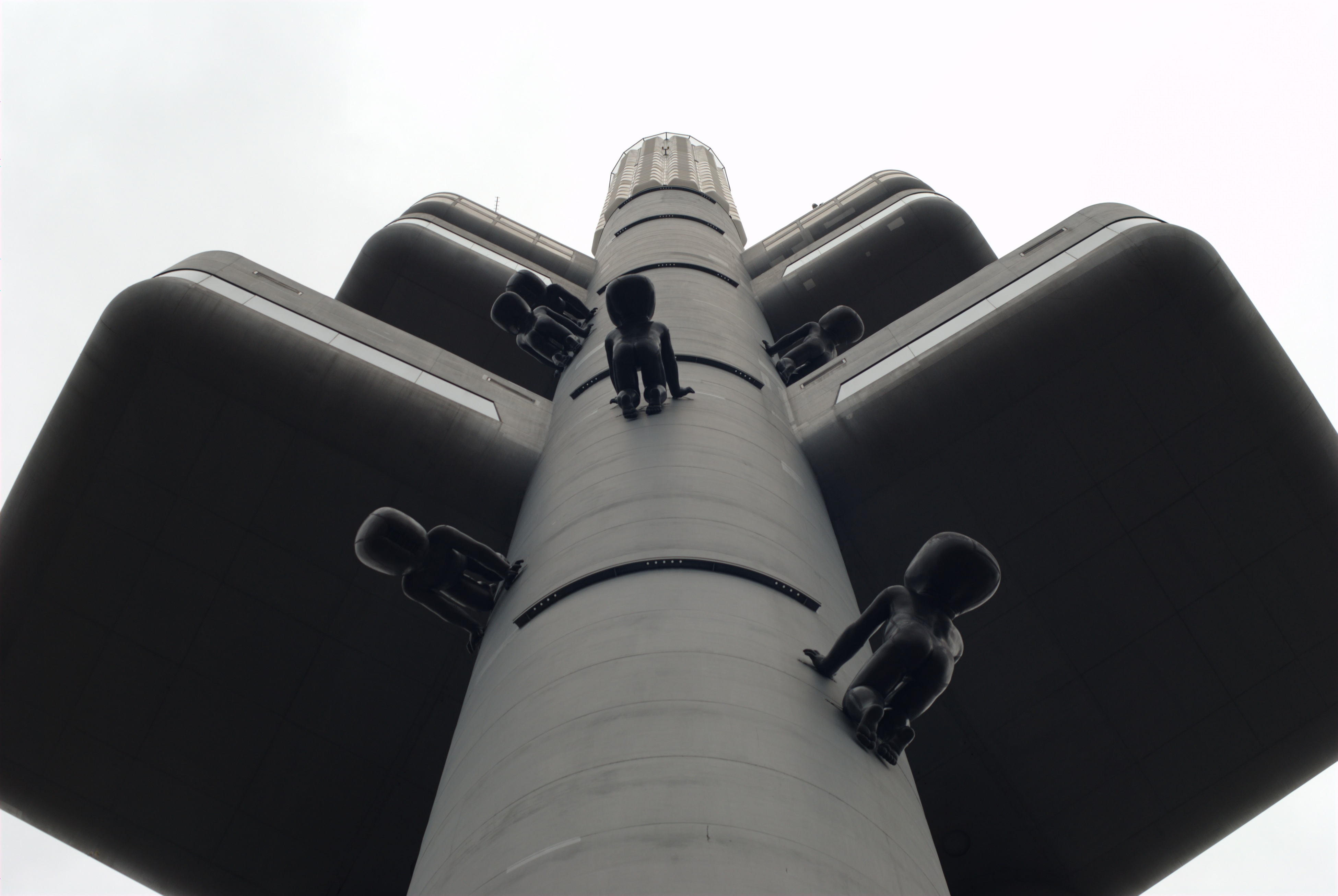
Miminka Davida Černého
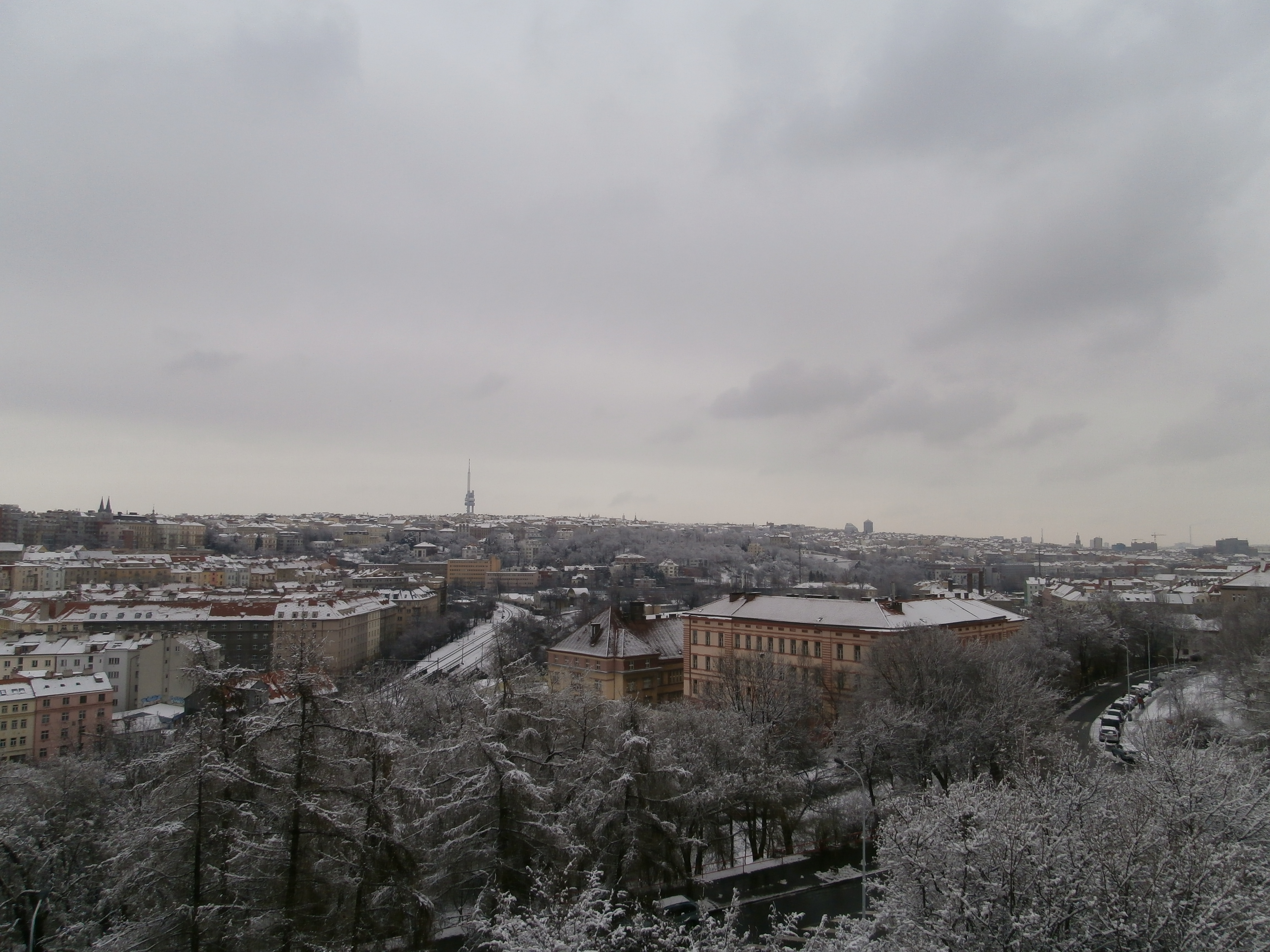
Panorama Prahy s Žižkovskou věží v zimě, 1. 3. 2016
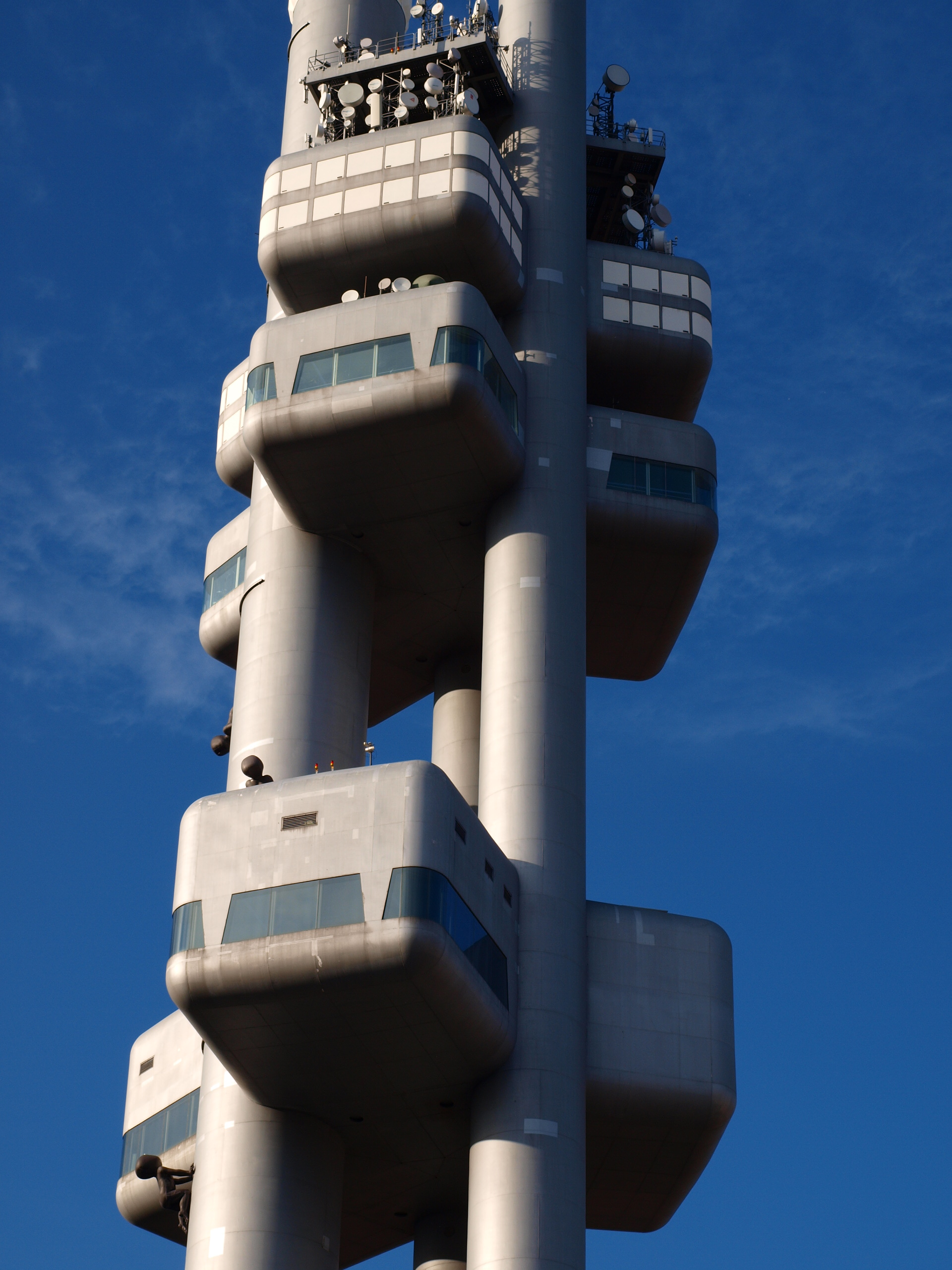
Patra vysílače
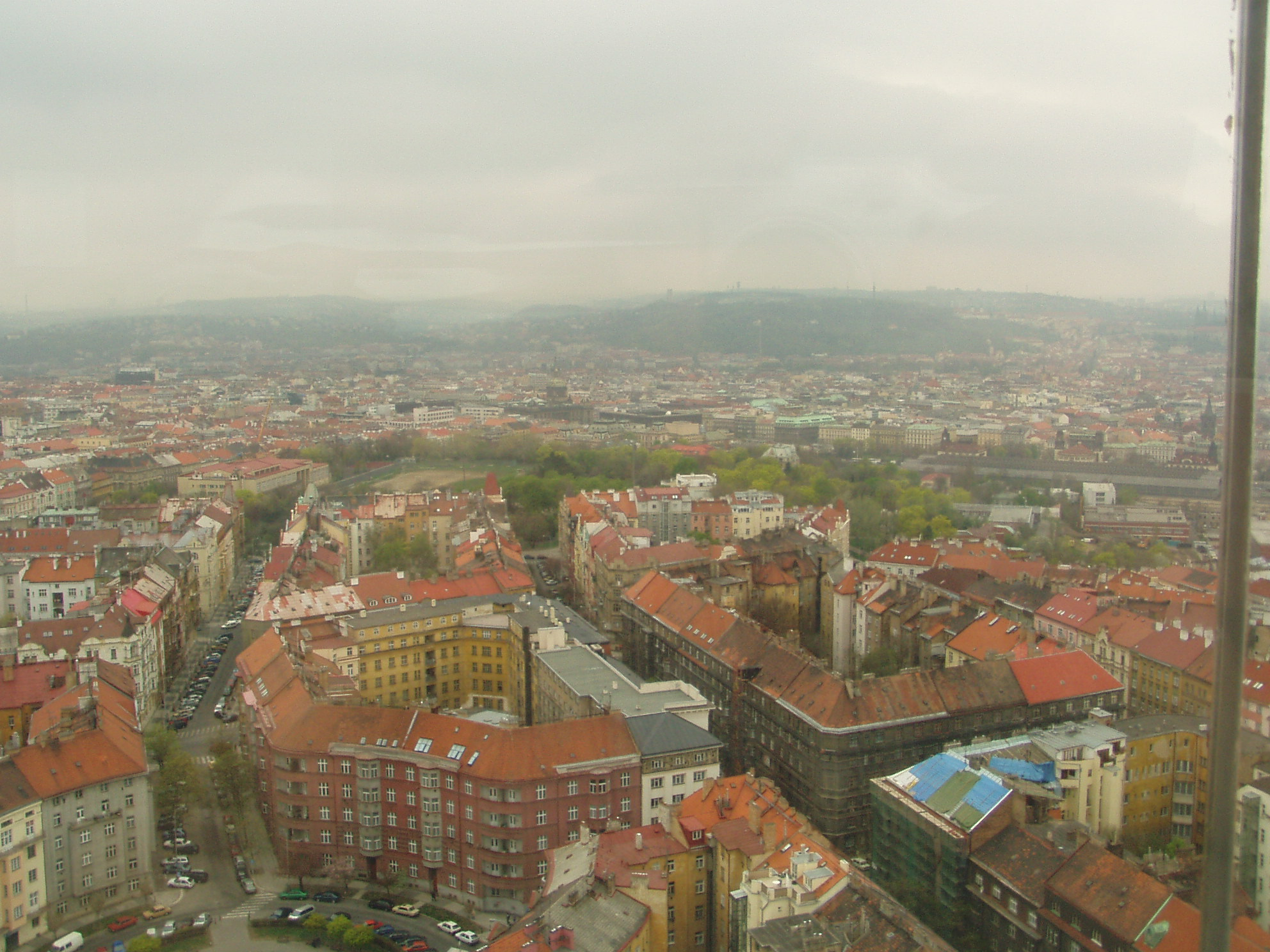
Pohled z vyhlídkové kabiny na Prahu ve směru na Petřín
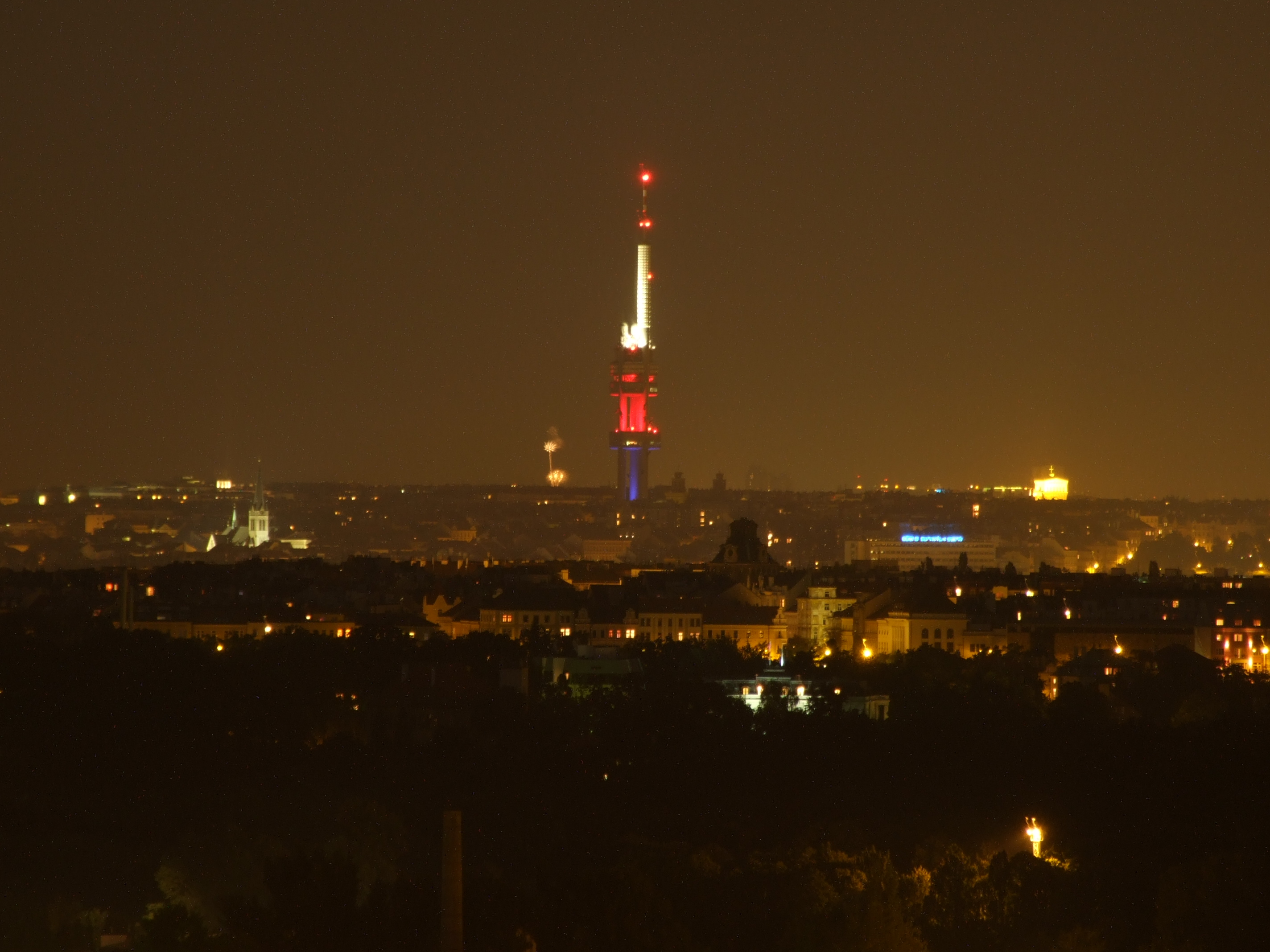
„Noční trikolóra“ - nasvětlení vysílače v národních barvách

## Nejbližší vysílače
Nejbližší významné vysílače a vzdálenost k nim:
| Růžice kompasu | Buková hora 67,6 km | Ještěd 81,2 km    | Černá hora 111,4 km | Růžice kompasu |
| Růžice kompasu | Krašov 98,5 km      | Sever             | Krásné 96,5 km      | Růžice kompasu |
| Růžice kompasu | Krašov 98,5 km      | Západ · Východ    | Krásné 96,5 km      | Růžice kompasu |
| Růžice kompasu | Krašov 98,5 km      | Jih               | Krásné 96,5 km      | Růžice kompasu |
| Růžice kompasu | Cukrák 17,5 km      | Mezivrata 55,5 km | Javořice 115,1 km   | Růžice kompasu |